# Sermaises
 Sermaises  es una población y comuna francesa, situada en la región de Centro, departamento de Loiret, en el distrito de Pithiviers y cantón de Malesherbes.

## Demografía
| 633 | 692 | 708 | 723 | 753 | 767 | 765 | 801 | 759 | 811 | 803 | 873 | 868 | 857 | 867 | 840 | 849 | 854 | 1 071 | 1 017 | 1 011 | 913 | 884 | 934 | 897 | 1 019 | 1 012 | 1 107 | 1 129 | 1 389 | 1 455 | 1 606 | 1 594 |
| Para los censos de 1962 a 1999 la población legal corresponde a la población sin duplicidades (Fuente: INSEE [Consultar]) |     |     |     |     |     |     |     |     |     |     |     |     |     |     |     |     |     |       |       |       |     |     |     |     |       |       |       |       |       |       |       |       |